# Списак улица Звездаре
Улице на Звездари су добијале имена по различитим основама: по српским научницима, уметницима и државницима, страним државницима, важним датумима везаним за Други светски рат, градовима из земље и иностранства, па чак и по локалним изворима топле или киселе воде.
Српски уметници и научници који су добили улице на Звездари: песник Милан Ракић, Војислав Илић, сатиричар Радоје Домановић, етнолог Веселин Чајкановић, сликар Паја Јовановић, археолог Драгослав Срејовић, етнолог Јован Ердељановић, Михајло Пупин (ул. Пупинова), Нина Кирсанова (Девет Кирсанове) итд.
Важни датуми из Другог светског рата по којима су неке улице добиле име: Седмог јула, Шеснаести октобар, Двадесетдевети новембар, Први мај, итд.
Српски државници који су добили улицу на Звездари: краљ Александар Обреновић (Булевар Краља Александра), Краљица Марија, некадашњи министар економије Мита Ракић, итд.
Градови из земље и иностранства који су добили улице на Звездари: Чачак, Крагујевац, Параћин, Пећ, Будва, Фоча, Книн, Шибеник, Букурешт итд.
Понеки страни државници су добили улице на Звездари: Френклин Рузвелт (ул. Рузвелтова), Улоф Палме, итд.
Дат је списак улица, са претходним називима у заградама, ради лакшег сналажења.
А · Б · В · Г · Д · Ђ · Е · Ж · З · И · Ј · К · Л · Љ · М · Н · Њ · О · П · Р · С · Т · Ћ · У · Ф · Х · Ц · Ч · Џ · Ш

## А
- Аврама Петронијевића (Гоце Делчева)
- Александра Белића
- Александра Бугарског
- Александра Дерока (Брачка 1)
- Андре Стевановића (Душана Срезојевића 1. улаз, од 2005. Андре Стевановића)
- Анте Богићевића
- Аписова (Игманска 1. прилаз, од 2004. Аписова)
- Арадска
- Ариљска
- Астрономска
- Ауто-пут за Ниш
- Ахмеда Адемовића (Орловско сокаче 5, од 2004. Ахмеда Адемовића)

А · Б · В · Г · Д · Ђ · Е · Ж · З · И · Ј · К · Л · Љ · М · Н · Њ · О · П · Р · С · Т · Ћ · У · Ф · Х · Ц · Ч · Џ · Ш

## Б
- Бајдина
- Бана Иваниша
- Бана Младена
- Бањска
- Барутана
- Батутова
- Бегејска
- Бекерелова (Обалска 1. прилаз, од 2005. Бекерелова)
- Бекерелова (Раде Кондића 1. прилаз)
- Белокрајинска
- Белопаланачка
- Београдска
- Билце
- Биљане Јовановић (Виноградска 1. прилаз, од 2005. Биљане Јовановић)
- Благајска
- Бледска
- Богојављенска (1. Улица 1. прилаз)
- Богутовачка (Првомајска 2. прилаз)
- Бојаџинска (Службени пут 2. прилаз)
- Боре Продановића
- Боривоја Стевановића
- Борислава Благојевића (Падина 4. улаз, од 2005. Борислава Благојевића)
- Босанска
- Босе Цветић (Миријево 2)
- Босутска
- Бохињска
- Бранка Крсмановића
- Бранка Поповића (Мајданска 3 сокаче)
- Бранка Поповића (Седме српске бригаде 2. део, од 2005. Бранка Поповића)
- Бранка Ћопића
- Бранка Шљивића (Падина 5. улаз, од 2005. Бранка Шљивића)
- Браће Амар
- Браће Ленард
- Браће Миладинов
- Браће Рибникар
- Браће Срнић
- Браће Тодоровић (Вељунска)
- Брачка
- Брегалничка
- Брсјачка
- Будванска
- Будманијева
- Букурешка
- Булевар краља Александра (Булевар Револуције)
- Буљубашина вода

А · Б · В · Г · Д · Ђ · Е · Ж · З · И · Ј · К · Л · Љ · М · Н · Њ · О · П · Р · С · Т · Ћ · У · Ф · Х · Ц · Ч · Џ · Ш

## В
- Варовничка
- Ватрослава Јагића
- Велебитска
- Великоморавска
- Велимира Рајића (Драгојла Дудића)
- Вељка Дугошевића
- Веселина Чајкановића (Падина, од 2005. Веселина Чајкановића)
- Византијска (1. Нова)
- Виноградска
- Вињаге
- Випавска
- Вирпазарска
- Витезова Карађорђеве звезде (Карађорђева)
- Вјекослава Афрића
- Вјекослава Ковача
- Владимира Гортана
- Владимира Дворниковића (12. Нова)
- Владимира Митровића (Кружни пут 6, од 2005. Владимира Митровића)
- Владимира Петковића (Падина 1 улаз, од 2005. Владимира Петковића)
- Владимира Томановића
- Владимира Ћоровића (13. Нова)
- Владислава Бајчевића
- Властимира Павловића Царевца (Орловска 3. сокаче, од 2004. Властимира Павловића Царевца)
- Војводе Блажете
- Војводе Богдана
- Војводе Бојовића
- Војводе Бране
- Војводе Довезенског
- Војводе Момчила
- Војводе Саватија
- Војводе Симе Поповића
- Војводе Шупљикца (Жарка Зрењанина, од 2004. Војводе Шупљикца)
- Воје Вељковића
- Војина Ђурашиновића-Костје
- Војислава Илића
- Волгина
- Врањска
- Вука Маринковића (Падина 2 улаз, од 2005. Вука Маринковића)
- Вучићев пролаз

А · Б · В · Г · Д · Ђ · Е · Ж · З · И · Ј · К · Л · Љ · М · Н · Њ · О · П · Р · С · Т · Ћ · У · Ф · Х · Ц · Ч · Џ · Ш

## Г
- Гаврила Поповића (Кружни пут 7, од 2005. Гаврила Поповића)
- Гајева
- Гамзиградска (9. Нова)
- Гвоздићева
- Генерала Заха
- Генерала Михајла Живковића
- Гершићева
- Геце Кона (Златиборска 1. прилаз, од 2004. Геце Кона)
- Гламочка
- Гласиначка
- Голубачка
- Горењска
- Горничевска
- Госпићка
- Господара Вучића
- Градиштанска
- Градиште (Миријево 6)
- Грбаљска (Падина 6. леви прилаз)
- Грге Јанкеса (Селиште)
- Грге Јанкеса (Нова)
- Гробљанска
- Гусињска

А · Б · В · Г · Д · Ђ · Е · Ж · З · И · Ј · К · Л · Љ · М · Н · Њ · О · П · Р · С · Т · Ћ · У · Ф · Х · Ц · Ч · Џ · Ш

## Д
- Далматинска
- Данилова
- Данице Марковић
- Даросавачка
- Два бела голуба
- Двадесетдеветог новембра
- Двадесетог октобра
- Двадесетпрве дивизије
- Двадесетседмог марта
- Девојачка (3. улица)
- Делничка
- Десет авијатичара
- Дескашева
- Деспота Оливера (Деспота Оливера, Тонета Томшича, од 2004. Деспота Оливера)
- Дивчибарска
- Димитрија Давидовића
- Димитрија Катића
- Димитрија Нешића (Падина 3. улаз, од 2005. Димитрија Нешића)
- Димитрија Парамендића (1. Нова)
- Димитрија Парлића (2. Брачка)
- Димитрија Туцовића
- Дојранска
- Долењска
- Долинска
- Донска
- Др Владана Ђорђевића (прва улица паралелна са Чингријином, од 2005. Др Владана Ђорђевића)
- Др Велизара Косановића (Велизара Косановића, од 2004. Др Велизара Косановића)
- Др Велимировића
- Др Драге Љочић
- Др Лудвига Хиршфелда (друга улица паралелна са Чингријином, од 2005. Др Лудвига Хиршфелда)
- Др Зоре Илић-Обрадовић
- Др Стојана Стефановића (Падина 7 улаз, од 2005. Др Стојана Стефановића)
- Дравска
- Драгише Лапчевића
- Драгољуба Ристића
- Драгослава Ђорђевића-Гоше (Првог маја)
- Драгослава Срејовића (Партизански пут)
- Драгутина Милутиновића (Нова до Раљске, од 2005. Драгутина Милутиновића)
- Дрежничка
- Држићева
- Друговачка
- Дувањска
- Дулета Јовановића (Орловска 8. сокаче, од 2004. Дулета Јовановића)
- Душана Поповића
- Душана Радовића (Миријевски мајдан)
- Душана Радовића (Мајданска)
- Душана Срезојевића

А · Б · В · Г · Д · Ђ · Е · Ж · З · И · Ј · К · Л · Љ · М · Н · Њ · О · П · Р · С · Т · Ћ · У · Ф · Х · Ц · Ч · Џ · Ш

## Ђ
- Ђаковачка
- Ђанга Рајнхарта (Орловска 7. сокаче, од 2004. Ђанга Рајнхарта)
- Ђевђелијска
- Ђеновичка (Падина 5. леви прилаз)
- Ђока Војводића
- Ђорђа Илића
- Ђорђа Павловића (3. Борачка)
- Ђузепеа Манцинија (Земунска, од 2006. Ђузепеа Манцинија)
- Ђуке Динић
- Ђурићева

А · Б · В · Г · Д · Ђ · Е · Ж · З · И · Ј · К · Л · Љ · М · Н · Њ · О · П · Р · С · Т · Ћ · У · Ф · Х · Ц · Ч · Џ · Ш

## Е
- Елвирина

А · Б · В · Г · Д · Ђ · Е · Ж · З · И · Ј · К · Л · Љ · М · Н · Њ · О · П · Р · С · Т · Ћ · У · Ф · Х · Ц · Ч · Џ · Ш

## Ж
- Жабљачка
- Жарка Јовановића (Орловска 1. сокаче, од 2004. Жарка Јовановића)
- Живка Давидовића
- Живка Јовановића
- Живка Карабиберовића
- Живојина Жујовића (Сомборска)
- Жидоварска (продужетак Руже Јовановић 1 прилаз, од 2005. Живодарска)
- Жикина
- Жичка

А · Б · В · Г · Д · Ђ · Е · Ж · З · И · Ј · К · Л · Љ · М · Н · Њ · О · П · Р · С · Т · Ћ · У · Ф · Х · Ц · Ч · Џ · Ш

## З
- Забранска
- Забрђанска
- Заграда
- Заграђе (Миријево 8)
- Западно селиште
- Захумска
- Звездарска
- Звездарских јелки (Фрање Огулинца, од 2004. Звездарских јелки)
- Зеке Буљубаше
- Зеленгорска
- Зелено брдо
- Зидарска
- Златарска (Гламочка 1 прилаз)
- Златиборска
- Зорана Радмиловића

А · Б · В · Г · Д · Ђ · Е · Ж · З · И · Ј · К · Л · Љ · М · Н · Њ · О · П · Р · С · Т · Ћ · У · Ф · Х · Ц · Ч · Џ · Ш

## И
- Ивана Божића (Душана Срезојевића 2. улаз, од 2005. Ивана Божића)
- Ивана В. Лалића (Кланичка 2. део, од 2005. Ивана В. Лалића)
- Ивана Градника
- Ивана Капистрана(улица између улица Милана Ракића и Чингријине паралелна са Милана Ракића, од 2005. Капистрана)
- Ивана Радовића (Игманска 3. прилаз, од 2004. Ивана Радовића)
- Ивана Сарића
- Иве Маринковића
- Игманска
- Игњата Станимировића (Падина 8. улаз, од 2005. Игњата Станимировића)
- Идријска
- Илије Коларевића (Иве Маринковића 1. прилаз, од 2005. Илије Коларевића)
- Илинденска
- Источно селиште

А · Б · В · Г · Д · Ђ · Е · Ж · З · И · Ј · К · Л · Љ · М · Н · Њ · О · П · Р · С · Т · Ћ · У · Ф · Х · Ц · Ч · Џ · Ш

## Ј
- Јабланичка
- Једренска
- Јелене Миоч (Учитељска 1. прилаз, од 2005. Јелене Миоч)
- Јелисавете Андрејевић (Седмог јула)
- Јенкова
- Јерусалимска (1. Улица)
- Јована Берића (Падина 9. улаз, од 2005. Јована Берића)
- Јована Глигоријевића (Падина 10. улаз, од 2005. Јована Глигоријевића)
- Јована Ђаје
- Јована Ердељановића (Игманска 2. прилаз, од 2004. Јована Ердељановића)
- Јована Јанићијевића Бурдуша (Орловска 4. сокаче, од 2004. Јована Јанићијевића Бурдуша)
- Јованке Радаковић (Кланичка)
- Јовијанова (10. Нова)
- Јорја Тадића (Падина 6. улаз, од 2005. Јорја Тадића)
- Јосипа Кулунџића (Палих бораца 1. прилаз, од 2005. Јосипа Кулунџића)
- Јула Бринера (Орловска 6. сокаче, од 2004. јула Бринера)

А · Б · В · Г · Д · Ђ · Е · Ж · З · И · Ј · К · Л · Љ · М · Н · Њ · О · П · Р · С · Т · Ћ · У · Ф · Х · Ц · Ч · Џ · Ш

## К
- Кајмакчаланска
- Каменогорска
- Каменорезачка (Мословачка)
- Капетана Милоша Жуњића
- Карла Лукача
- Катарине Амброзић (од 2006. улица између Мариборске и 21. дивизије)
- Катарине Миловук
- Качићева
- Келтска (продужетак Руже Јовановић, од 2005. Келтска)
- Кисела вода (Милана Ракића прилаз, од 2004. Кисела вода)
- Кладовска
- Кланичка стара (Кланичка 3. део)
- Кнеза Мутимира
- Кнеза Трпимира
- Книнска
- Књажевачка
- Ковачева
- Козарчева
- Коларска (Службени пут 4. прилаз)
- Коледарска (2. Улица 2. прилаз)
- Кордунашка
- Кореничка
- Косте Абрашевића
- Косте Нађа
- Косте Новаковића (Варадинска)
- Косте Таушановића (Таушанова)
- Косте Трифковића
- Косте Хакмана (Учитељска 2. прилаз, од 2005. Косте Хакмана)
- Крагујевачка
- Краљице Марије (Двадесетседмог марта)
- Креманска (Првомајска 1. прилаз)
- Кривошијска (Падина 3. леви прилаз)
- Крижанићева
- Критска (Слободана Лале Берберског 1. прилаз, од 2005. Критска)
- Кружни пут Звездарски
- Ксеније Атанасијевић (Косовска)
- Кубанска
- Кулина Бана
- Купска
- Крфска

А · Б · В · Г · Д · Ђ · Е · Ж · З · И · Ј · К · Л · Љ · М · Н · Њ · О · П · Р · С · Т · Ћ · У · Ф · Х · Ц · Ч · Џ · Ш

## Л
- Ладне воде (Миријево 3)
- Ладно брдо
- Лазара Трифуновића (Двадесетдеветог новембра)
- Лазе Докића
- Лазе Костића
- Лединачка
- Лепенског Вира (11. Нова)
- Ливадска
- Ливањска
- Липовачка
- Ловранска
- Локрумска
- Лошињска
- Лошињска 2. прилаз
- Лошињска доња
- Лошињска доња 3. прилаз
- Луке Вукаловића
- Лукијана Мушицког
- Лунета Миловановића
- Луштичка (Падина 2. леви прилаз)

А · Б · В · Г · Д · Ђ · Е · Ж · З · И · Ј · К · Л · Љ · М · Н · Њ · О · П · Р · С · Т · Ћ · У · Ф · Х · Ц · Ч · Џ · Ш

## Љ
- Љубе Давидовића
- Љубице Луковић (Љубице Луковић, Драгице Правице, од 2004. Љубице Луковић)
- Љубише Миодраговића
- Љубљанска
- Љубовијска (Гламочка 3. прилаз)

А · Б · В · Г · Д · Ђ · Е · Ж · З · И · Ј · К · Л · Љ · М · Н · Њ · О · П · Р · С · Т · Ћ · У · Ф · Х · Ц · Ч · Џ · Ш

## М
- Маге Магазиновић (Сремска)
- Мадридска
- Мајке Ангелине
- Мајке Кујунџић
- Максима Трпковића (Смедеревски пут 4. прилаз, од 2004. Максима Трпковића)
- Маре Таборске (Баја Секулића)
- Мариборска
- Марјановићева
- Марка Миљанова
- Марка Орешковића (од 1908-1946. Војводе Анђелка)
- Марка Тајчевића (Трнска)
- Марчанска
- Матице српске (Ободна)
- Мезијска (продужетак Руже Јовановић 4. прилаз, од 2005. Мезијска)
- Мерошинска (Фочанска)
- Мехмеда Соколовића
- Меше Селимовића
- Мије Ковачевића
- Микенска (Слободана Лале Берберског 2. прилаз, од 2005. Микенска)
- Милана Глигоријевића
- Милана Глигоријевића 1. прилаз
- Милана Грола (улица између улица Бана Иваниша и Косте Новаковића, од 2005. Милана Грола)
- Милана Илића
- Милана Милићевића
- Милана Предића (Палих бораца 2. прилаз, од 2005. Милана Предића)
- Милана Ракића
- Милана Срдоча (Гламочка)
- Миланке Кљајић (Миријево 4)
- Милете Јакшића
- Миливоја Перовића
- Милића Ракића
- Милићева
- Милорада Шапчанина
- Милоша Зечевића (Зечевићева)
- Милоша Матијевића
- Милоша Савковића
- Милошев кладенац
- Милутина Ускоковића
- Мине Вукомановић
- Миодрага Ибровца (Кружни пут 7 десни прилаз, од 2005. Миодрага Ибровца)
- Миодрага Мијовића-Канта
- Миодрага Петровића-Чкаље (Милана Кушића, од 2006. Миодрага Петровића-Чкаље)
- Миријевска
- Миријевски венац
- Мирка Бањевића
- Мирка Луковића
- Мирослава Јовановића (Миријево 1)
- Мирослава Крлеже
- Мис Ирбијеве (Мис Ирбијеве, Заге Маливук, од 2004. Мис Ирбијеве)
- Мите Ракића
- Мите Ружића
- Митков кладенац
- Митрополита Мраовића (Митрополита Мраовића, Алексе Дејовића, од 2004. Митрополита Мраовића)
- Михаила Булгакова (Душана Петровића Шанета, од 2004. Михаила Булгакова)
- Михаила Петрова (Душана Срезојевића 3. улаз, од 2005. Михаила Петрова)
- Михаила Тодоровића
- Млавска
- Млинарска (2. Улица 3. прилаз)
- Мокролушка
- Момачка (4. Улица)
- Морињска (Падина 4. леви прилаз)
- Моцартова
- Мраовића сокаче (Мраовића сокаче, Бошка Палковљевића, од 2004. Мраовића сокаче)
- Мурманска

А · Б · В · Г · Д · Ђ · Е · Ж · З · И · Ј · К · Л · Љ · М · Н · Њ · О · П · Р · С · Т · Ћ · У · Ф · Х · Ц · Ч · Џ · Ш

## Н
- Набоковљева (Смедеревски пут 3. прилаз, од 2004. Набоковљева)
- Наде Пурић (Миријево 5)
- Наде Пурић 1. прилаз (Миријево 5 прилаз 1)
- Народног фронта
- Неретванска
- Неродимска
- Николе Вулића (Игманска, од 2005. Николе Вулића)
- Николе Груловића
- Николе Несторовића (Босанска 1. прилаз, од 2005. Николе Несторовића)
- Николе Чипића (Николићева)
- Нилса Бора (Јабланичка 1 прилаз, од 2005. Нилса Бора)
- Девет Кирсанове (Смедеревски пут 2. прилаз, од 2004. Девет Кирсанове)
- Нишавска
- Нова 2
- Новице Церовића
- Новобрдска

А · Б · В · Г · Д · Ђ · Е · Ж · З · И · Ј · К · Л · Љ · М · Н · Њ · О · П · Р · С · Т · Ћ · У · Ф · Х · Ц · Ч · Џ · Ш

## О
- Одеска
- Олге Алкалај
- Олге Јовановић
- Оливерина
- Онисима Поповића
- Опатијска
- Орловска
- Оштрељска

А · Б · В · Г · Д · Ђ · Е · Ж · З · И · Ј · К · Л · Љ · М · Н · Њ · О · П · Р · С · Т · Ћ · У · Ф · Х · Ц · Ч · Џ · Ш

## П
- Павла Бакића
- Павла Васића (Палих бораца, од 2005. Павла Васића)
- Павла Павловића
- Павла Поповића (Падина 3 леви улаз, од 2005. Павла Поповића)
- Паје Јовановића
- Панте Јаковљевића (Падина 2 леви улаз, од 2005. Панте Јаковљевића)
- Панте Ристића
- Панте Срећковића
- Панчина
- Параћинска
- Партизанска
- Пастирска (2. Улица)
- Пере Вељковића
- Перистерска
- Петков кладенац
- Петра Бајаловића (Нова до Петрињске, од 2005. Петра Бајаловића)
- Петра Колендића (3. Брачка)
- Петра Шкундрића
- Петраркина
- Петрињска
- Пећска
- Пештерска (Авалска)
- Пиранделова (Смедеревски пут 1. прилаз, од 2004. Пиранделова)
- Пљеваљска
- Подујевска
- Поп-Стојанова
- Поточка
- Првомајска
- Предрага Васића (Борачка)
- Прењска
- Преспанска
- Прешевска (Прешевска, Рифата Бурџевића, од 2004. Прешевска)
- Приједорска (Чингријина, од 2005. Приједорска)
- Пријепољска (Удбинска)
- Прозорска
- Проте Ђурића
- Птујска
- Пупинова

А · Б · В · Г · Д · Ђ · Е · Ж · З · И · Ј · К · Л · Љ · М · Н · Њ · О · П · Р · С · Т · Ћ · У · Ф · Х · Ц · Ч · Џ · Ш

## Р
- Раблеова (Спасоја Стејића Баће, од 2004. Раблеова)
- Раваничка
- Раде Кондића (Обалска)
- Радивоја Марковића
- Радоја Домановића
- Радојке Лакић
- Радосава Љумовића
- Радослава Бокшића (Падина 11. улаз, од 2005. Радослава Бокшића)
- Рајско сокаче (Раљско сокаче, од 2005. Рајско сокаче)
- Раљска
- Рамска
- Раше Плаовића
- Растислава Марића (Падина 4 леви улаз, од 2005. Растислава Марића)
- Ратка Павловића
- Ребеке Вест (Кружни пут Мали Мокри Луг, од 2005. Ребеке Вест)
- Ристе Вукановића
- Ристин поток
- Ртањска
- Руђера Бошковића
- Руди Чајавеца
- Рудо
- Руже Јовановић
- Рузвелтова
- Ртањска

А · Б · В · Г · Д · Ђ · Е · Ж · З · И · Ј · К · Л · Љ · М · Н · Њ · О · П · Р · С · Т · Ћ · У · Ф · Х · Ц · Ч · Џ · Ш

## С
- Саве Јовшића (Падина 6 леви улаз, од 2005. Саве Јовшића)
- Саве Ковачевића
- Саве Петковића
- Савињска
- Самјуела Бекета (Блажа Јовановића, од 2004. Самјуела Бекета)
- Сарачка (5. Улица)
- Светог Ермила (полази од бр.41 улице Светог Николе у правцу шуме „Звездара“, од 2005. Светог Ермила)
- Светог Климента
- Светог Николе (Светог Николе, Баја Секулића, од 2004. Светог Николе)
- Светог Прохора Пчињског (Службени пут 3 прилаз)
- Светог Стратоника (улица упрвана на улицу Светог Ермила, од 2005. Светог Стратоника)
- Светозара Зорића (Падина 5 леви улаз, од 2005. Светозара Зорића)
- Светозара Радојчића (Кружни пут Падина, од 2005. Светозара Радојчића)
- Светомира Николајевића (Светомира Николајевића, Душана Дугалића, од 2004. Светомира Николајевића)
- Северни булевар
- Седме Српске бригаде (Мајданска 1 сокаче)
- Седмог јула
- Сергија Николића (Падина 7 леви улаз, од 2005. Сергија Николића)
- Силвија Крањчевића
- Симе Тројановића (Кланичка 1. део, од 2005. Симе Тројановића)
- Симонидина (2. Улица 1. прилаз)
- Сингидунумска (продужетак Руже Јовановић 3. прилаз, од 2005. Сингидунумска)
- Славујев венац
- Слободана Лале Берберског (Слободана Берберског - Лале)
- Слободана Лале Берберског (Службени пут, од 2004. Слободана Лале Берберског)
- Слободана Принципа
- Слободана Селенића (Мајданска 2. сокаче)
- Слободана Селенића (Седме Српске бригаде 1. део, од 2005. Слободана Селенића)
- Слободанке-Данке Савић (Бранка Цветковића)
- Смедеревски пут
- Сопоћанска
- Спасе Гарде
- Станислава Сремчевића
- Станка Враза
- Стари Виногради
- Старца Вујадина
- Стевана Синђелића
- Стеве Варгаша
- Стишка (Гружанска)
- Стјепана Љубише
- Стражарска коса
- Студенац (2. Борачка)
- Суботичка
- Супилова

А · Б · В · Г · Д · Ђ · Е · Ж · З · И · Ј · К · Л · Љ · М · Н · Њ · О · П · Р · С · Т · Ћ · У · Ф · Х · Ц · Ч · Џ · Ш

## Т
- Тагореова (Орловска 2. сокаче, од 2004. Тагореова)
- Татар Богданова
- Теодора Миријевског
- Теодорина (3. Нова)
- Теодосијева (Службени пут 1 прилаз)
- Тихомира Вишњевца
- Топаловићева
- Топличка
- Трајка Стаменковића (Барањска)
- Тржичка
- Трибалска (продужетак Руже Јовановић 2. прилаз, од 2005. Трибалска)
- Трнавска
- Тршћанска

А · Б · В · Г · Д · Ђ · Е · Ж · З · И · Ј · К · Л · Љ · М · Н · Њ · О · П · Р · С · Т · Ћ · У · Ф · Х · Ц · Ч · Џ · Ш

## Ћ
- Ћипикова
- Ћирила и Методија
- Ћупријска (Гламочка 2. прилаз)
- Ћуртово брдо (1. Борачка)

А · Б · В · Г · Д · Ђ · Е · Ж · З · И · Ј · К · Л · Љ · М · Н · Њ · О · П · Р · С · Т · Ћ · У · Ф · Х · Ц · Ч · Џ · Ш

## У
- Улцињска
- Улофа Палмеа
- Урвине
- Урвинска
- Уроша Тројановића
- Устаничка
- Учитеља Драгутина Прокића
- Учитеља Милоша Јанковића (Шарпланинска)
- Учитељице Милице Јанковић
- Учитељска

А · Б · В · Г · Д · Ђ · Е · Ж · З · И · Ј · К · Л · Љ · М · Н · Њ · О · П · Р · С · Т · Ћ · У · Ф · Х · Ц · Ч · Џ · Ш

## Ф
- Феликса Каница (2. Нова)
- Фигарова
- Фочанска
- Франца Јанкеа
- Фрање Клуза

А · Б · В · Г · Д · Ђ · Е · Ж · З · И · Ј · К · Л · Љ · М · Н · Њ · О · П · Р · С · Т · Ћ · У · Ф · Х · Ц · Ч · Џ · Ш

## Х
- Хазарска (Космајска)
- Хајдук-Станкова
- Хаџи-Мустафина
- Хекторовићева

А · Б · В · Г · Д · Ђ · Е · Ж · З · И · Ј · К · Л · Љ · М · Н · Њ · О · П · Р · С · Т · Ћ · У · Ф · Х · Ц · Ч · Џ · Ш

## Ц
- Цара Јована Црног
- Цветанова ћуприја
- Цоцина
- Црвена звезда

А · Б · В · Г · Д · Ђ · Е · Ж · З · И · Ј · К · Л · Љ · М · Н · Њ · О · П · Р · С · Т · Ћ · У · Ф · Х · Ц · Ч · Џ · Ш

## Ч
- Чардаклијина
- Чаробне фруле
- Чачанска
- Чегарска
- Чеде Мијатовића
- Чедомиља Митровића (Кружни пут Падина 2. ред, од 2005. Чедомиља Митровића)
- Челопечка
- Чесмица
- Чингријина
- Чича-Илијина
- Чучук-Станина

А · Б · В · Г · Д · Ђ · Е · Ж · З · И · Ј · К · Л · Љ · М · Н · Њ · О · П · Р · С · Т · Ћ · У · Ф · Х · Ц · Ч · Џ · Ш

## Ш
- Шабачка
- Шамачка
- Шеварице (Миријево 7)
- Шејкина (Дунавска)
- Шеснаестог октобра (1. Улица – Прва Нова)
- Шеснаестог октобра (Стоичино брдо)
- Шестог априла
- Шибеничка
- Школски трг
- Шумадијска